# Je trahirai demain
Je trahirai demain est un poème que Marianne Cohn, une résistante allemande incarcérée en France, aurait écrit en 1943, durant sa première incarcération, qui dura 3 mois à Nice. Les circonstances de l'écriture de ce poème demeurent cependant assez floues puisque c'est un enfant qui, après la mort de la résistante, a donné la lettre contenant le texte du poème à la responsable du Mouvement de la jeunesse sioniste (MJS), Jeanne Latchiver.

## Contexte
L'hypothèse a donc été émise qu'il aurait été écrit durant la première arrestation de la jeune femme à Nice, en 1943. Le poème parle d'une nuit durant laquelle Marianne Cohn se dit qu'elle préfère s'ôter la vie plutôt que de parler et de livrer des Juifs et des confrères résistants à la Gestapo. Elle parle donc d'une autre forme de trahison, celle faite à la vie. Elle comprend qu'elle ne pourra plus profiter de ce dont elle a joui toute sa vie. Ce texte était souvent proposé à l'épreuve d'histoire des arts du brevet des collèges dans les collèges lyonnais avant la disparition de cette épreuve.

## Le poème
Je trahirai demain pas aujourd’hui. 

Aujourd’hui, arrachez-moi les ongles, 

Je ne trahirai pas.   

Vous ne savez pas le bout de mon courage. 

Moi je sais. 

Vous êtes cinq mains dures avec des bagues. 

Vous avez aux pieds des chaussures 

Avec des clous.   

Je trahirai demain, pas aujourd’hui, 

Demain. 

Il me faut la nuit pour me résoudre, 

Il ne faut pas moins d’une nuit 

Pour renier, pour abjurer, pour trahir.   

Pour renier mes amis, 

Pour abjurer le pain et le vin, 

Pour trahir la vie, 

Pour mourir.   

Je trahirai demain, pas aujourd’hui. 

La lime est sous le carreau, 

La lime n’est pas pour le barreau, 

La lime n’est pas pour le bourreau, 

La lime est pour mon poignet.   

Aujourd’hui je n’ai rien à dire, 

Je trahirai demain.   

## Rapide analyse
Ce texte est en vers libres et sans rimes. Il est composé de phrases simples avec principalement un sujet, un verbe et un complément. Le rythme de ce poème s'appuie sur les nombreuses répétitions comme "je trahirai demain pas aujourd'hui" (l.1, l.9, l.18) et sur les anaphores "pour" (l.13 à l.17) , "la lime" (l.19 à l.22).